# Tiamiou Adjibadé
Tiamiou Adjibadé est un homme politique béninois.

## Biographie
Tiamiou Adjibadé est né le 15 juillet 1937 à Porto-Novo.

## Vie politique
Adjibadé occupe la fonction de ministre des Affaires étrangères du Bénin de 1982 à 1984. Il meurt le 12 septembre 2006,.